# قطعنامه ۱۹۸۱ شورای امنیت
قطعنامه  ۱۹۸۱ شورای امنیت سازمان ملل متحد که در تاریخ ۱۳ مه ۲۰۱۱ تصویب شد، سندی بین‌المللی دربارهٔ بررسی وضعیت ساحل عاج است. این قطعنامه طی نشست ۶۵۳۵ام با ۱۵ رای موافق، ۰ مخالف و ۰ ممتنع تصویب شد.